# Cecilia Ștefănescu

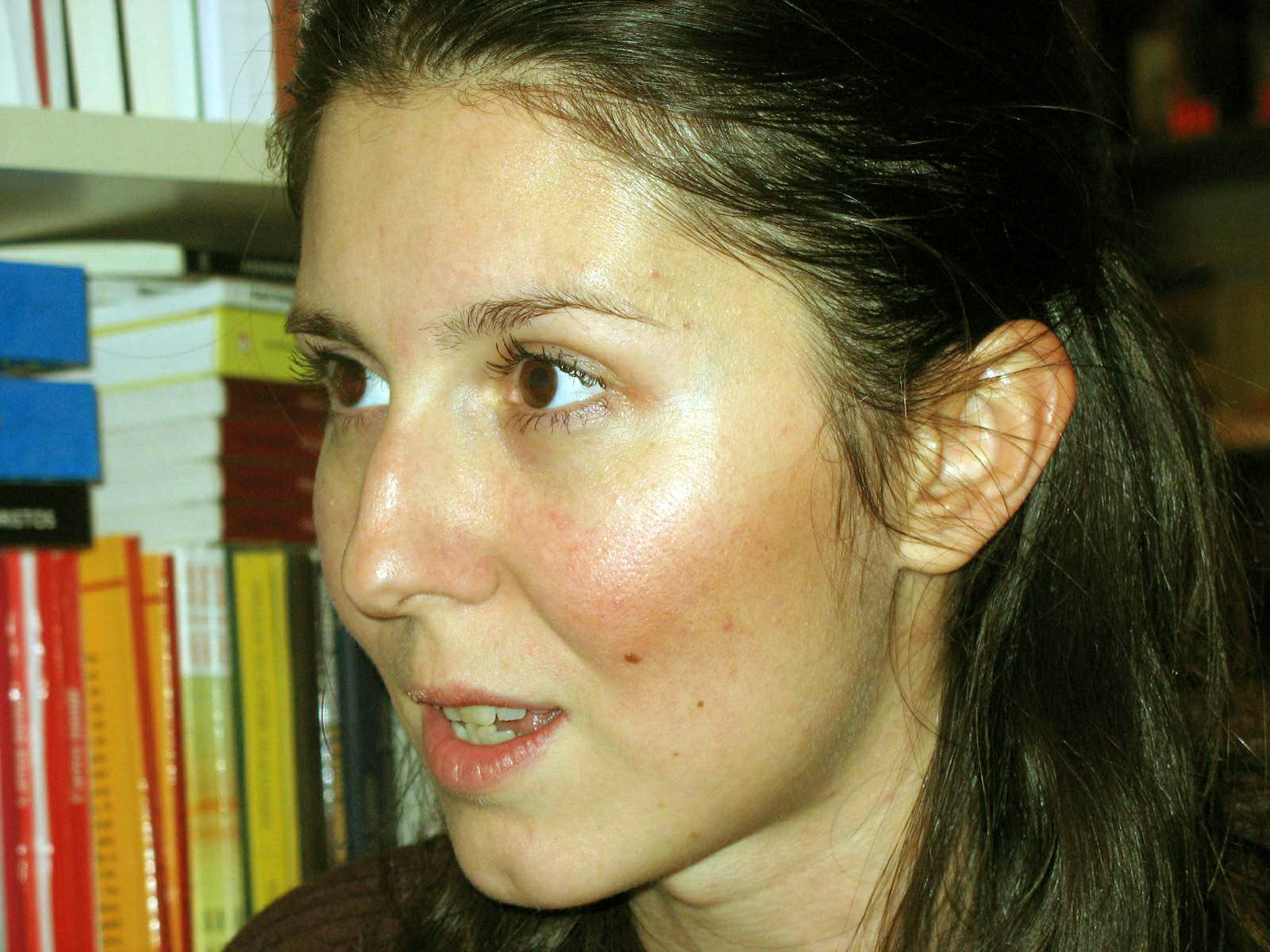
Cecilia Ștefănescu

Cecilia Ștefănescu, född 1975, är en rumänsk författare.
Hon inledde sin litterära karriär vid mitten av 1990-talet i Litere, en grupp studenter vid Bukarests universitet vars första litterära försök vägleddes av författaren Mircea Cărtărescu. Ștefănescu medverkade i ett par kollektiva böcker och slog 2002 igenom under eget namn med romanen Legături bolnăvicioase (Sjukliga förbindelser). Romanen som skildrar tabubelagda ämnen som homosexualitet och incest fick mycket uppmärksamhet och lovord från både kritiker och läsare. 2006 filmatiserades den av regissören Tudor Giurgiu. Ștefănescus andra roman Intrarea Soarelui (Solgränden) utkom 2009. Även den utforskar den första, starka kärleken, fast denna gång från den vuxnes perspektiv. Cecilia Ștefănescus böcker har översatts till flera språk, bland annat engelska och franska. Hon är även verksam som kulturjournalist.